# Sable

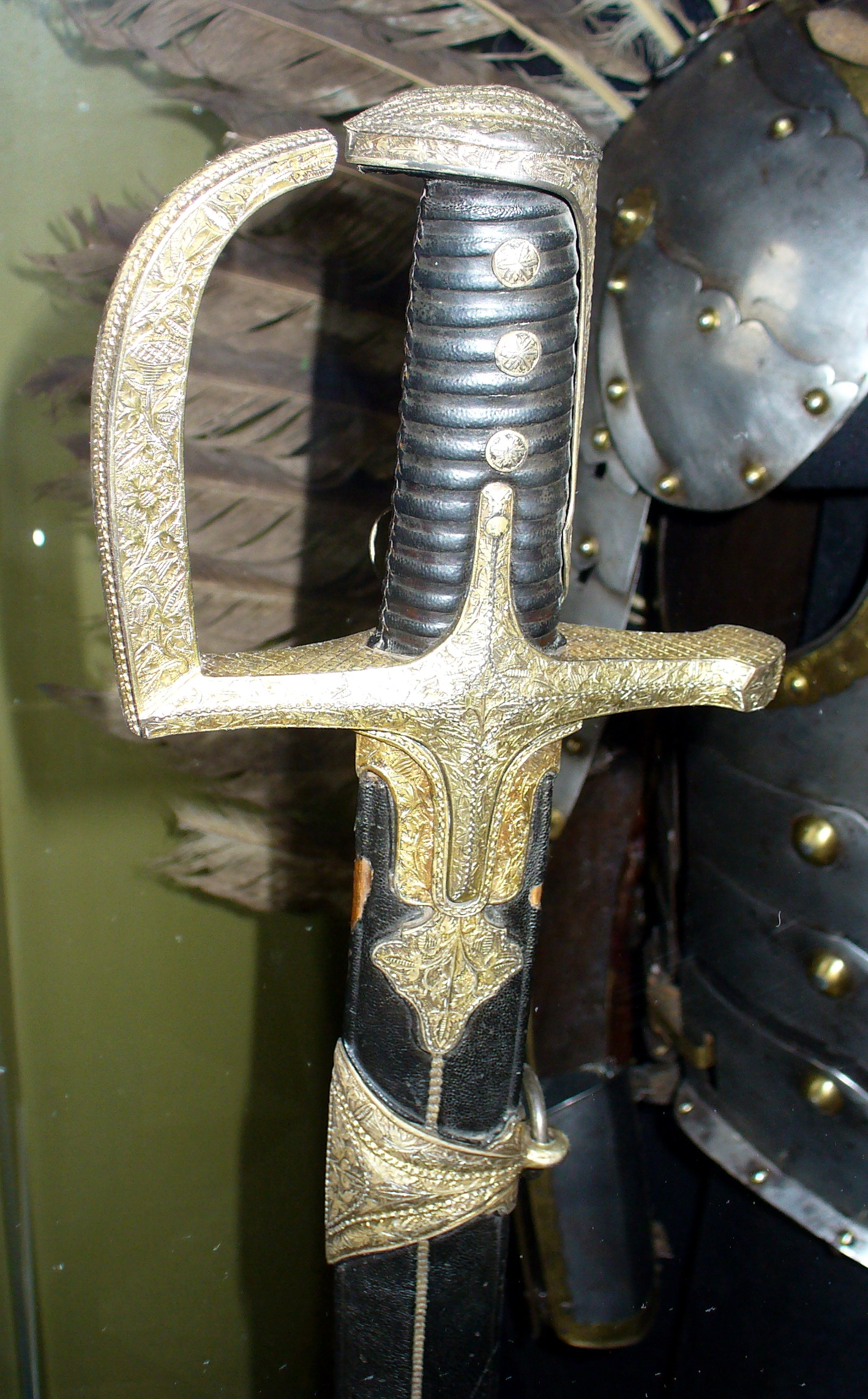
Húsar alado polaco y su sable, 1614.

El sable es un arma blanca curva y (generalmente) de un solo filo, pensada para cortar, habitualmente usada en caballería e infantería (oficiales) en el siglo XIX e incluso XX. Este carácter curvo de la hoja y su filo único, diferencia tradicionalmente al sable de la espada.
Se asocia a estas armas con la caballería ligera de los periodos militares moderno temprano y napoleónico. Asociado originalmente con tropas de caballería de Europa central tales como los húsares, el sable se extendió por toda Europa occidental durante la guerra de los Treinta Años. Sables más ligeros se volvieron asimismo populares entre las tropas de infantería de comienzos del siglo XVII. En el siglo XIX, modelos con hojas menos curvas se hicieron comunes y fueron usados también por la caballería pesada.
El sable militar era usado como una arma para los duelos en el mensur en el siglo XIX, lo que dio origen a una disciplina de esgrima con sable (introducida en los Juegos Olímpicos de 1896) basada vagamente en las características del arma histórica en tanto permite cortes además de estocadas.
Esta arma blanca es de tajo y surgió por la necesidad de velocidad en combate. Esta se logra al cortar y no dejar incrustada la hoja en el cuerpo del adversario (al contrario de la mayoría de las espadas de una mano, que son de estocada).
La curvatura, que está ubicada generalmente desde la punta hasta la mitad del sable, genera un tajo profundo.
La curvatura del sable pretende conseguir, en teoría, que un hombre a caballo, al descargar el brazo con esta arma, dibuje un amplio círculo sobre el infante logrando que en el punto de corte el sable siempre sea tangencial. Por esta razón no se ensarta, sino que corta, con lo que aumenta la herida sin clavar el arma. Debido a ello los sables pensados para caballería tienen una gran curvatura, son casi circulares; los pensados para infantería poseen una curvatura menor, pues debe concederse importancia a la función defensiva: mantener alejado al enemigo y parar sus golpes.

## Etimología
La palabra proviene del francés sable, que a su vez proviene del alemán säbel. La palabra alemana aparece por escrito a partir del siglo XV, tomada del polaco szabla, que a su vez había sido adoptado del húngaro szabla (siglo XIV, posteriormente szablya). La expansión de la palabra húngara a idiomas europeos vecinos tuvo lugar en el contexto de las guerras otomanas en Europa entre los siglos XV y XVII.
El origen de la palabra húngara no es claro. Puede que sea a su vez un préstamo lingüístico del eslávico meridional (del serbocroata сабља, o en eslávico común *sabľa), que en últimas provendría de una fuente túrquica. Recientemente se ha sugerido que puede provenir en última medida de una fuente tunguse, a través del túrquico kipchak selebe, con metátesis posterior (de l-b a b-l) y apócope cambiado a *seble, lo que habría cambiado su vocalización en húngaro a la versión escrita sabla (tal vez bajo influencia de la palabra húngara szab («cortar» o «recortar»).

## Historia

### Origen
Aunque las espadas cortantes de un solo filo ya existían en el mundo antiguo, como las antiguas espadas tipo hoz egipcias y sumerias, estas armas (normalmente curvadas hacia delante en lugar de hacia atrás) eran armas de corte para los soldados de a pie. Este tipo de arma se convirtió en armas cortantes pesadas como la Machaira griega y el Drepanon anatoliano, y aún sobrevive como el cuchillo cortante pesado Kukri de los Gurkhas. Sin embargo, en la antigua China los soldados de a pie y la caballería solían utilizar una espada recta de un solo filo, y en el siglo VI de nuestra era apareció en el sur de Siberia una variedad de caballería más larga y ligeramente curvada de esta arma. Este "proto-sable" (los sable turco-mongol) se convirtió en el verdadero sable de caballería en el siglo VIII de nuestra era, y en el siglo IX se convirtió en el arma auxiliar habitual en las estepas euroasiáticas. El sable llegó a Europa con los magiares y la expansión turca. Estos sables más antiguos tenían una ligera curvatura, quillóns cortos y girados hacia abajo, la empuñadura orientada en sentido contrario a la hoja y una punta afilada con el tercio superior del reverso afilado.

### Período moderno temprano
La introducción del sable propiamente dicho en Europa occidental, junto con el propio término sabre, data del siglo XVII, por influencia del tipo szabla derivado en última instancia de estas espadas medievales. La adopción del término está relacionada con el empleo del husar húngaro (huszár) de caballería por parte de los ejércitos de Europa Occidental de la época. Los húsares húngaros se empleaban como caballería ligera, con la función de hostigar a los escaramuzadores enemigos, superar posiciones de artillería y perseguir a las tropas que huían. A finales del siglo XVII y principios del XVIII, muchos húsares húngaros huyeron a otros países de Europa central y occidental y se convirtieron en el núcleo de las formaciones de caballería ligera creadas allí. El término húngaro szablya se remonta en última instancia a las turco noroccidental selebe, con contaminación del verbo húngaro szab "cortar".
El tipo original de sable, o szabla polaco, se utilizaba como arma de caballería, posiblemente inspirada en la guerra húngara o en la más amplia turco-mongola.
La karabela era un tipo de szabla popular a finales del siglo XVII, usada por la clase noble de la Mancomunidad Polaco-Lituana, la szlachta. Aunque fue diseñada como arma de caballería, también llegó a sustituir a varios tipos de espadas de hoja recta utilizadas por la infantería. El sable suizo se originó como una espada regular con una hoja de un solo filo a principios del siglo XVI, pero en el siglo XVII comenzó a mostrar tipos de empuñadura especializados.

#### La Mancomunidad de Polonia-Lituania
En la Mancomunidad Polaco-Lituana (siglos XVI-XVIII) se utilizaba un tipo específico de arma de combate tipo sable, la szabla. Los sables ricamente decorados eran populares entre la Nobleza polaca, que los consideraba una de las piezas más importantes del atuendo tradicional masculino. Con el tiempo, el diseño del sable evolucionó mucho en la mancomunidad y dio lugar a una variedad de armas tipo sable, destinadas a muchas tareas. En los siglos siguientes, la ideología del sarmatismo y la fascinación polaca por las culturas, las costumbres, la cocina y la guerra de Oriente hicieron que la szabla se convirtiera en una parte indispensable de la cultura tradicional polaca.

### Uso moderno

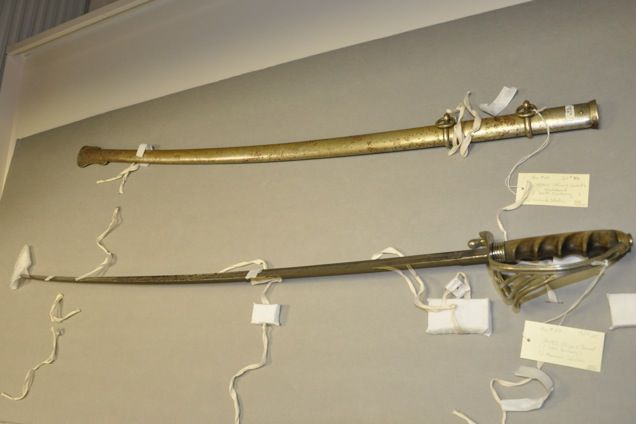
El sable de oficial M1902 del teniente coronel Teófilo Marxuach en el sitio del National Historic Trust en el castillo de San Cristóbal en San Juan, Puerto Rico

El sable tuvo un amplio uso militar a principios del siglo XIX, especialmente en las guerras napoleónicas, durante las cuales Napoleón utilizó cargas pesadas de caballería con gran efecto contra sus enemigos. Las versiones más cortas del sable también fueron utilizadas como armas de mano por las unidades desmontadas, aunque fueron sustituidas gradualmente por los tercados y las bayonetas de espada a medida que avanzaba el siglo. Aunque hubo un amplio debate sobre la eficacia de armas como el sable y la lanza, el sable siguió siendo el arma estándar de la caballería para la acción montada en la mayoría de los ejércitos hasta la Primera Guerra Mundial y en unos pocos ejércitos hasta la Segunda Guerra Mundial. A partir de entonces, fue relegado gradualmente al estatus de arma ceremonial, y la mayor parte de la caballería a caballo fue sustituida por caballería blindada a partir de la década de 1930.

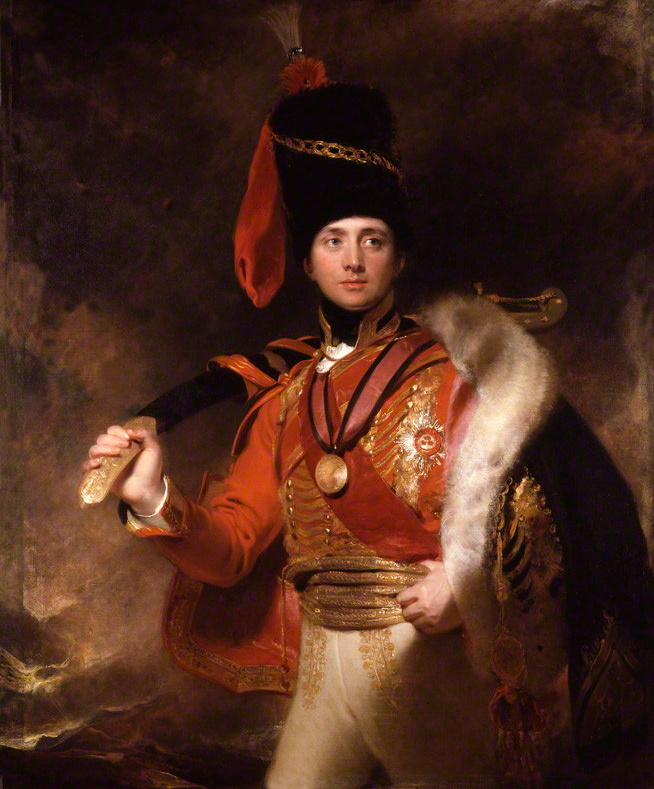
Un general británico de Húsares con un kilij enfundado de fabricación turca (1812)

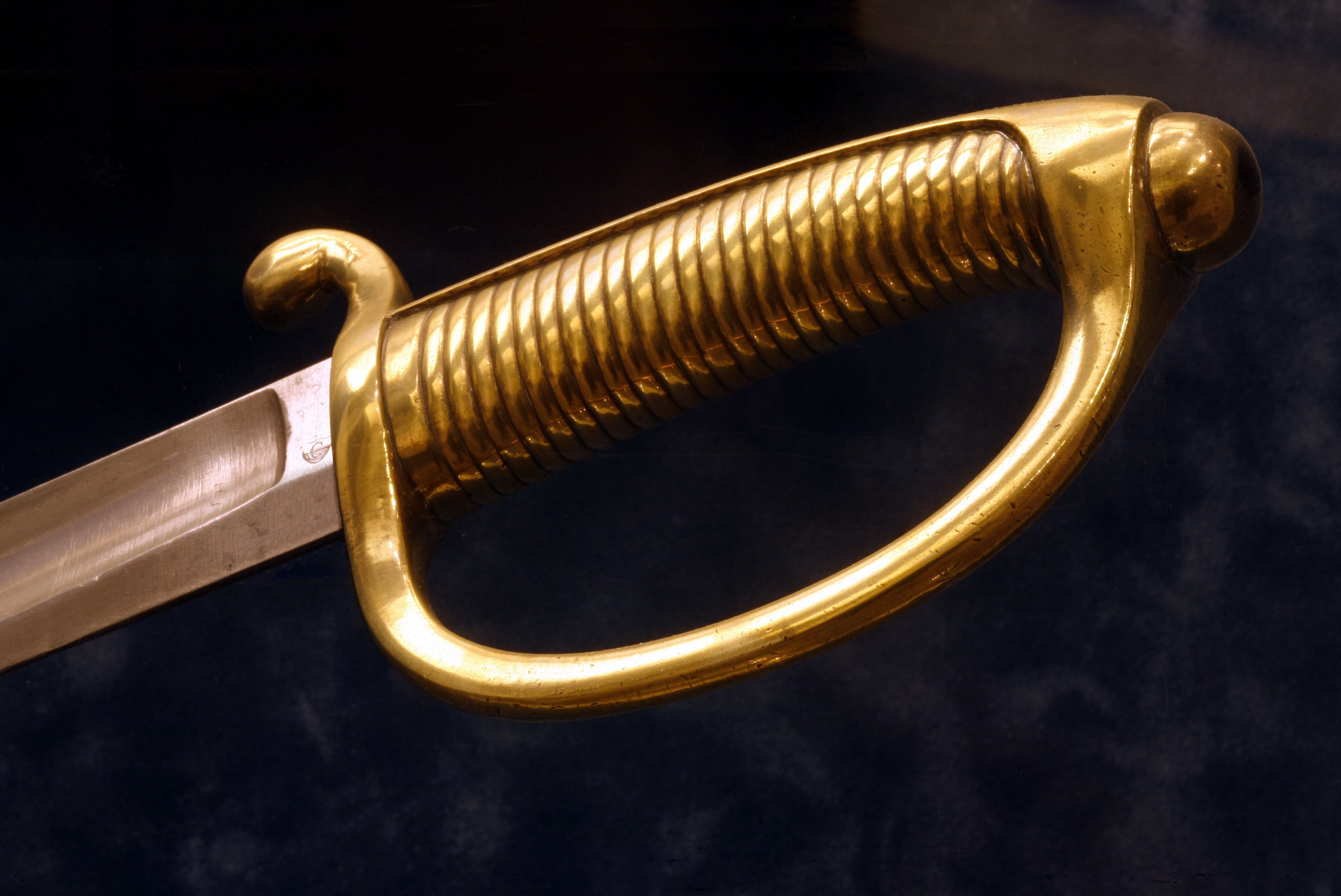
El briquet, típico sable de infantería de las guerras napoleónicas

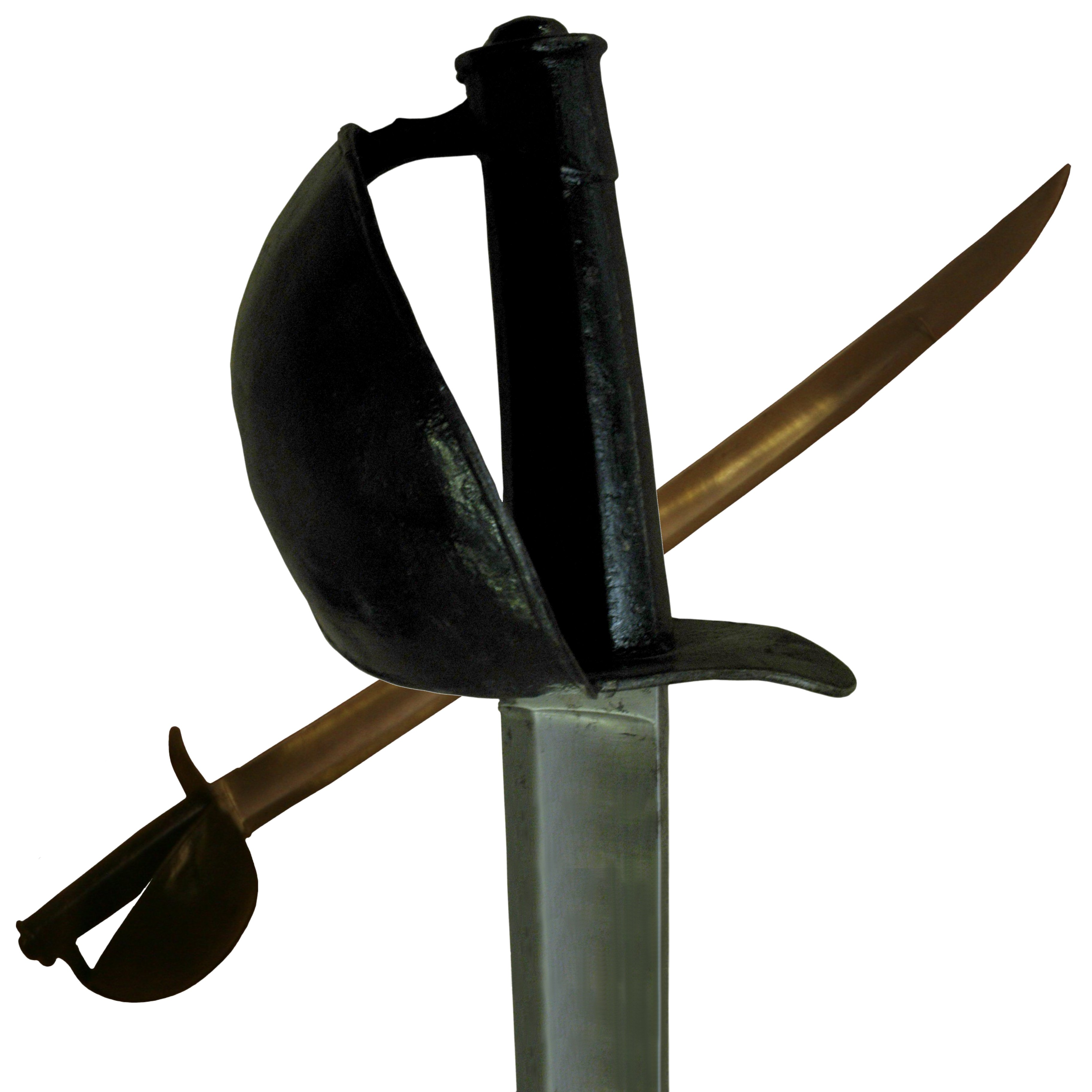
Sable de la marina francesa del, sable de abordaje

Cuando la caballería montada a caballo sobrevivió en la Segunda Guerra Mundial, lo hizo generalmente como infantería montada sin sable. Sin embargo, la caballería alemana siguió llevando el sable hasta después de la campaña polaca de 1939, tras lo cual esta histórica arma se guardó en 1941.
La caballería rumana siguió llevando sus sables rectos de "empuje" en servicio activo hasta al menos 1941.

#### Época napoleónica
Los sables fueron comúnmente utilizados por los británicos en la era napoleónica para los oficiales de caballería ligera e infantería, así como para otros. El elegante pero eficaz sable de patrón 1803 que el Gobierno británico autorizó para su uso por los oficiales de infantería durante las guerras contra Napoleón presentaba una hoja de sable curvada que a menudo era pavonada y grabada por el propietario de acuerdo con su gusto personal, y se basaba en el famoso y ágil sable de caballería ligera de 1796 que era famoso por su brutal poder de corte. Los sables fueron utilizados comúnmente durante esta época por todos los ejércitos, de forma muy parecida a como lo hacían los británicos.
La popularidad del sable había aumentado rápidamente en Gran Bretaña a lo largo del siglo XVIII, tanto para la infantería como para la caballería. Esta influencia procedía principalmente del sur y el este de Europa, y los húngaros y austriacos figuran como fuentes de influencia para el sable y el estilo de esgrima en las fuentes británicas. La popularidad de los sables se extendió rápidamente por Europa en los siglos XVI y XVII, y finalmente llegó a dominar como arma militar en el ejército británico en el siglo XVIII, aunque las hojas rectas siguieron siendo utilizadas por algunos, como las unidades de caballería pesada. (También fueron sustituidas por los sables poco después de la época napoleónica).
La introducción de las espadas "patrón" en el ejército británico en 1788 condujo a un breve abandono del sable en el uso de la infantería (aunque no para la caballería ligera), en favor del spadroon, más ligero y de hoja recta. El spadroon fue universalmente impopular, y muchos oficiales empezaron a comprar y llevar sables de forma no oficial una vez más. En 1799, el ejército lo aceptó de forma reglamentaria para algunas unidades, y en 1803, produjo un patrón de sable específico para ciertos oficiales de infantería (oficiales de flanco, de fusil y de estado mayor). El modelo de 1803 tuvo rápidamente un uso mucho más amplio que el previsto en el reglamento, debido a su eficacia en el combate y a su atractivo para la moda.

#### Patrón 1796 de sable de caballería ligera
El sable británico más famoso de la época napoleónica es el modelo de caballería ligera de 1796, utilizado tanto por la tropa como por los oficiales (las versiones de los oficiales pueden variar un poco, pero son muy parecidas al sable de tropa). Fue diseñado en parte por el famoso John Le Marchant, que trabajó para mejorar el diseño anterior (1788) basándose en su experiencia con los austriacos y los húngaros. Le Marchant también desarrolló el primer manual oficial de ejercicios de espada militar británico basado en esta experiencia, y su sable de caballería ligera, y su estilo de esgrima pasó a influir fuertemente en el entrenamiento de la infantería y la marina.
El sable de la caballería ligera de 1796 era conocido por su brutal poder de corte, que seccionaba fácilmente los miembros, y que dio lugar al mito (no demostrado) de que los franceses presentaron una queja oficial a los británicos por su ferocidad. Esta espada también se utilizó ampliamente en las unidades de artillería montada y en las numerosas unidades de milicia establecidas en Gran Bretaña para protegerse de una posible invasión de Napoleón.

#### Espadas mamelucas
Aunque el sable ya se había hecho muy popular en Gran Bretaña, la experiencia en Egipto hizo que algunos oficiales de infantería y caballería se decantaran por las hojas de estilo espada mameluca, un tipo de cimitarra de Oriente Medio. Estas espadas se diferencian de las más típicas británicas en que tienen curvaturas más extremas, en que no suelen estar llenas y en que se estrechan hasta una punta más fina. Las espadas mamelucas también ganaron cierta popularidad en Francia. El propio Arthur Wellesley, primer duque de Wellington, llevaba una espada de estilo mameluco. En 1831, la espada "mameluco" se convirtió en el modelo de espada de los generales británicos, así como de los oficiales del Cuerpo de Marines de los Estados Unidos; en esta última función, se sigue utilizando en la actualidad.

#### Estados Unidos
La victoria americana sobre las fuerzas rebeldes en la ciudadela de Trípoli en 1805, durante la Primera Guerra de Berbería, llevó a la entrega de ejemplares enjoyados de estas espadas a los oficiales superiores del US Marines. Los oficiales del Cuerpo de Marines de los Estados Unidos siguen utilizando una espada de vestir con patrón mameluco. Aunque algunos sables kilij genuinos turcos fueron utilizados por los occidentales, la mayoría de los "sables mamelucos" fueron fabricados en Europa; aunque sus empuñaduras eran muy similares en forma al prototipo otomano, sus hojas, incluso cuando se incorporaba un yelman expandido, tendían a ser más largas, más estrechas y menos curvadas que las del verdadero kilij.
En la guerra civil americana, el sable se utilizó con poca frecuencia como arma, pero vio un despliegue notable en la Batalla de Brandy Station y en el Campo de Caballería del Este en la Batalla de Gettysburg en 1863. Muchos soldados de caballería -sobre todo en el bando Confederado- acabaron abandonando las armas largas y pesadas en favor de los revólveres y las carabinas.
El último sable entregado a la caballería estadounidense fue el sable Patton de 1913, diseñado para ser montado en la silla de montar del jinete. El sable Patton es solo un sable de nombre. Es un sable recto, centrado en el empuje. Una circular del Departamento de Guerra de los Estados Unidos, fechada el 18 de abril de 1934, anunciaba que el sable ya no se entregaría a la caballería y que se desecharía por completo su uso como arma. Solo se conservarían los sables de gala, para uso exclusivo de los oficiales y estrictamente como distintivo de rango.

#### Imperio ruso
En el siglo XVI se crearon regimientos de fusileros, que estaban armados con arcabuz y bardiche y sables. Después del levantamiento de 1698, estos regimientos fueron disueltos. El emperador Pedro el Grande inició una reforma militar y creó un nuevo ejército. En el ejército imperial, los oficiales y la caballería ligera estaban armados con sables (pero los coraceros estaban armados con espadas). En el ejército imperial, los sables se utilizaron hasta 1881, y luego fueron reemplazados por shashka. Después de 1881, los sables continuaron siendo usados como armas sólo por algunos regimientos de guardias del Cuerpo de Guardias Imperiales del Ejército. Además, después de 1881, algunos oficiales de caballería y generales siguieron utilizando sables como armas personales.
Los sables militares rusos se utilizaron no sólo en el ejército del Imperio ruso. Las armas rusas fueron transferidas como ayuda militar a aliados y países amigos. En la década de 1890, antes de la invasión italiana de Etiopía, el zar ruso envió ayuda militar al ejército etíope: 30 mil fusiles, 5 millones de cartuchos y 5 mil sables.

#### República Popular China
En 1927 se inició en China la creación de un Ejército Popular de Liberación, en el que se crearon unidades de caballería. Tras el final de la guerra civil en 1949, el número de tropas se redujo. Pero incluso ahora el EPL tiene una unidad de caballería armada con fusiles automáticos "QBZ-95" y sables.

#### Policía
Durante el siglo XIX y principios del XX, los sables también fueron utilizados por personal montado y desmontado en algunas fuerzas policiales europeas. Cuando el sable era utilizado por la policía montada contra las multitudes, los resultados podían ser devastadores. El sable fue eliminado posteriormente en favor del batón, o porra, por razones tanto prácticas como humanitarias. La Gendarmerie de Bélgica las utilizó al menos hasta 1950, y las fuerzas policiales suecas hasta 1965.

## El sable como arma de esgrima
El sable moderno es, junto con la espada y el florete, una de las tres armas de esgrima. Deriva del arma que usaban los soldados de caballería. Tiene un protector en forma de cuenco, que se curva bajo la mano, y una hoja en forma de T en sección transversal. La longitud del sable es de 90 cm y su peso máximo es de 500 g. Los tocados o puntos se pueden conseguir embistiendo con la punta o produciendo un corte con el filo de la hoja. El blanco válido es todo el cuerpo de cintura para arriba, incluyendo cabeza y brazos. Los asaltos de sable son los más rápidos y ágiles en esgrima, por lo que requieren una buena forma física.

## El sable en la danza del sable
La danza del sable (raks al sayf) es originaria de la danza marcial tradicional de Egipto El Ard, que es realizada por hombres que llevan los sables en forma vertical, listos para pelear, mientras bailan. Raks al Sayf implica balancear el objeto sobre la cabeza, cadera, estómago, hombros, etc. No existe mucha documentación que indique que la danza del sable bailada por mujeres sea común, salvo algunas pinturas.